# Баят, Шохре
Шохре Баят (перс. شهره بیات‎; род. 14 марта 1987, Решт) — иранско-английский международный арбитр Международной шахматной федерации (ФИДЕ). Была главным арбитром чемпионата мира по шахматам среди женщин 2020 года. В 2021 году удостоена Международной премии «Женщины за отвагу» (англ. International Women of Courage Award).

## Биография
Баят родилась в 1987 году в Реште, Иран. Её бабушка, еврейка по отцовской линии, эмигрировала в Иран из Баку во время Второй мировой войны. Они скрывали свое еврейское происхождение.
В 1998 году, в 12 лет, она стала чемпионкой Ирана среди девочек до 12 лет и выиграла множество национальных соревнований, в том числе заняла первые места на Иранском женском шахматном фестивале, чемпионате Ирана по шахматам среди юниоров, чемпионате иранских студентов университетов, чемпионате Ирана по блицу и чемпионате Ирана по быстрым шахматам.
В 2017 году назначена генеральным секретарем Иранской шахматной федерации. Она стала первой женщиной — генеральным секретарем спортивной федерации в Иране.
Баят получил степень магистра в области разработки природных ресурсов и опубликовал научные статьи в «Journal of Engineering and Applied Sciences» и «Arabian Journal of Geosciences» по использованию спутниковых изображений и анализу индексов растительности в связи с разнообразием древесных пород. У неё также есть опубликованная статья на 1-й Международной конференции IALE в Иране.

## Карьера
В возрасте 25 лет Баят начала карьеру шахматного арбитра в ФИДЕ. Баят — единственный арбитр категории «А» из Азии и видная фигура на иранской шахматной сцене. Она была главным арбитром чемпионата мира по шахматам среди женщин 2020 года (WWCC). Фотография Баят на WWCC с хиджабом на шее вызвала споры в Иране, где действует строгий исламский дресс-код. Шахматная федерация Ирана попросила Баят сфотографироваться в хиджабе и принести извинения через социальные сети. Баят отказалась, поскольку считает, что законы, предписывающие ношение хиджаба, являются женоненавистническими. В сентябре 2020 года она получила подтверждение от ФИДЕ, что может судить под английским флагом.
Список мероприятий ФИДЕ, на которых она судила в качестве арбитра, очень обширен. Некоторые из наиболее важных из них:
- Главный арбитр финала чемпионата мира среди женщин 2020[8]
- Заместитель главного арбитра чемпионата мира по шахматам среди женщин 2018[8]
- Заместитель главного арбитра чемпионата мира по шахматам среди женщин 2017 г.[8]
- Заместитель главного арбитра чемпионата мира ФИДЕ по быстрым шахматам 2021[8]
- Заместитель главного арбитра чемпионата мира ФИДЕ по блицу 2021 г.[8]
- Заместитель главного арбитра Кандидат ФИДЕ среди женщин 2020[8]
- Заместитель главного арбитра чемпионата мира по шахматам среди юниоров 2017[8]
- Заместитель главного арбитра командного чемпионата мира по шахматам среди взрослых 2017[8]
- Секторальный арбитр чемпионата мира по рапиду и блицу среди молодежи 2018[8]
- Секторальный арбитр чемпионата мира по рапиду и блицу среди молодежи 2019[8]
- Отраслевой арбитр Всемирного молодёжного стандарта 2015[8]

Она судила 3 олимпиады 2014, 2016 и 2018 годов и была арбитром на многих соревнованиях ФИДЕ, включая всемирные, юношеские, юниорские, взрослые, а также континентальные соревнования.
Шохре также работала во многих международных турнирах высшего уровня в качестве руководителя или заместителя.

## Награды
В 2021 году Баят удостоена Международной награды за мужество женщин за то, что она борется за права женщин и игнорирует угрозы иранского правительства.
В 2022 году она получила награду ФИДЕ как лучшая женщина-арбитр Европы, церемония награждения была организована в Ченнаи во время Всемирной шахматной олимпиады 2022 года.
Шорхе — член сборной Англии по шахматам и играла за Англию на командном чемпионате Европы по шахматам 2021 года в Словении. Кроме того, она является членом правления Английской шахматной федерации и советником Комиссии арбитров ФИДЕ.

## Личная жизнь
Баят замужем, у неё семья в Иране. В январе 2020 года она вылетела в Англию в поисках убежища. Баят ранее получила британскую визу для участия в шахматном турнире в Гибралтаре. В Лондоне в 2020 году она впервые отпраздновала Рош ха-Шана.

## Инциденты
В январе 2023 года Шохре поддержала женщин, протестующих против принудительного ношения хиджабов в Иране. На чемпионате мира по шахматам в Рейкьявике она надела футболку с надписью #WomanLifeFreedom (с англ. — «Женщины. Жизнь. Свобода»). Президент ФИДЕ Аркадий Дворкович потребовал Шохре прекратить выступать против иранского режима, заявив, что не следует смешивать политику и спорт.
На следующий день чемпионата мира Байат вышла на соревнование в синей блузке и жёлтой юбке, в цветах украинского флага. Таким поступком Шохре решила поддержать Украину, обороняющуюся против российской военной агрессии. После этого инцидента перестали звать судить матчи под эгидой ФИДЕ.